# Sweet Adelines International
Sweet Adelines International är en internationell organisation för barbershop framfört av kvinnor. Den avdelning som Sverige tillhör kallas Nordic Light Region.